# National Football League 1979 (Fiji)
In 1979 werd het derde officiële Fijisch National Football League gespeeld. Titelhouder was Nadi FC. Ba FA werd voor tweede keer kampioen. Vicekampioen was Nadroga FC met 13 punten achterstand van koploper. 

## Kampioen
| 1979                      |
| Vlag van Fiji             |
| ------------------------- |
| Ba FA Kampioen (2° titel) |